# 小行星6903
小行星6903（英語：6903）是一颗围绕太阳公转的小行星。1989年12月2日，Y. Oshima在静冈县发现了此天体。
这颗小行星的绝对星等为270.9477003207969等。